# SunStroke Project
SunStroke Project è un gruppo musicale moldavo formatosi nel 2007.

## Storia del gruppo
I SunStroke Project sono un gruppo fondato da Sergei Yalovitsky, Anton Ragoza e Sergey Stepanov nel 2007. Il gruppo ha partecipato all'Eurovision Song Contest 2010 come rappresentante della Moldavia presentando il brano Run Away insieme a Olia Tira. In poco tempo la canzone e Sergey diventano virali e quest'ultimo diventa famoso col nome "Epic Sax Guy"
Sette anni dopo, vengono nuovamente scelti per rappresentare la Moldavia nella 62ª edizione del Contest a Kiev con la canzone Hey, Mamma!, classificandosi al 3º posto, dopo Portogallo e Bulgaria.

## Formazione
Attuale
- Sergei Yalovitsky – voce (2007-presente)
- Sergey Stepanov – sassofono (2007-presente)

Ex componenti
- Aleksei Myslitski – giradischi (2007-2010)
- Anton Ragoza – violino (2007-2019)

## Discografia

### Album in studio
- 2007 – Don't Word More...

### EP
- 2015 – Don't Touch the Classics, Vol. 1
- 2015 – Don't Touch the Classics, Vol. 2

### Raccolte
- 2017 – Hey Mamma!

### Singoli
- 2010 – Run Away (con Olia Tira)
- 2016 – Walking in the Rain
- 2017 – Hey, Mamma!